# Sonate pour piano no 35 de Joseph Haydn
La Sonate pour piano no 35 Hob.XVI:43 en la bémol majeur est une sonate pour pianoforte de Joseph Haydn. D'une écriture pianistique tout en arpèges sans accords plaqués et à la mélodie sinueuse et poétique, l'esprit de Mozart traverse la partition.

## Structure
1. Moderato
2. Menuet
3. Finale : Rondo facétieux et spirituel mozartien.

## Source
- François-René Tranchefort, Guide de la musique de piano et clavecin, éd. Fayard, p. 401  (ISBN 2-213-01639-9)